# Gabriele Salviati
Gabriele Salviati (né le 29 mars 1910 à Bologne et mort le 15 octobre 1987) est un athlète italien spécialiste du sprint. Affilié au Virtus Bologne, il mesurait 1,68 m.

## Biographie

### Palmarès
| Date | Compétition           | Lieu        | Résultat | Épreuve   | Performance |
| ---- | --------------------- | ----------- | -------- | --------- | ----------- |
| 1932 | Jeux olympiques d'été | Los Angeles | 3e       | 4 × 100 m | 41 s 2      |